# リヒテンベルク図形

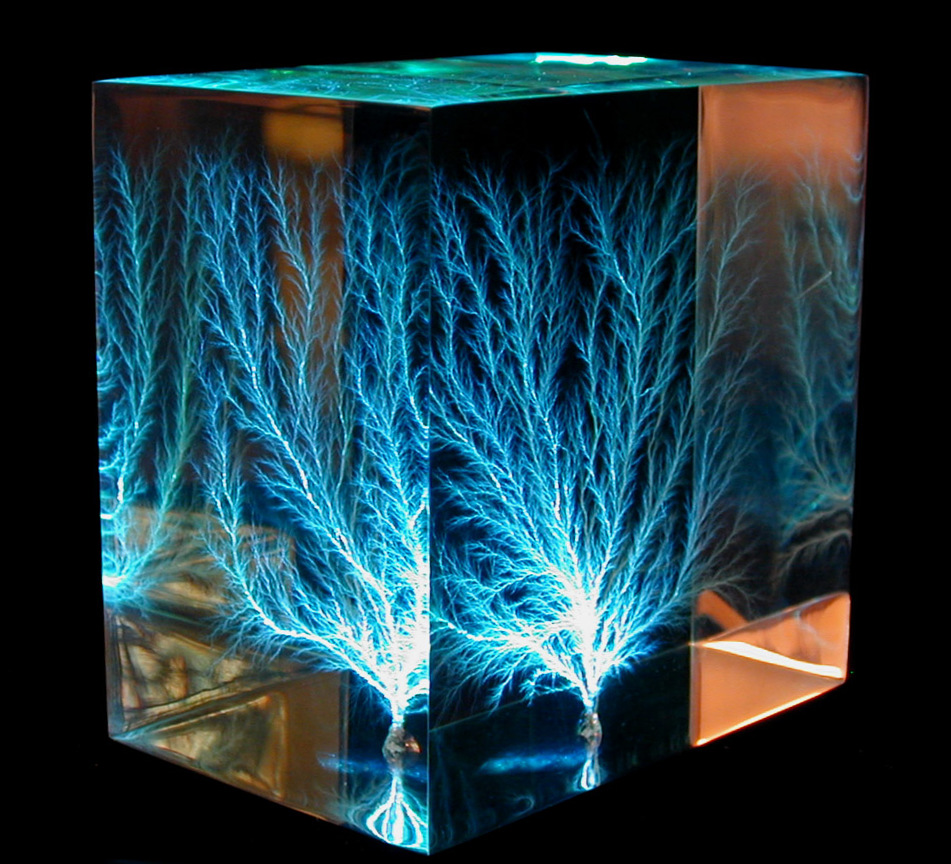
電子ビームを照射することで作成された透明なアクリルブロックの中の現代的な3次元リヒテンベルク図形もしくは「電気トリー」。実際のサイズ: 3 × 3 × 2 in

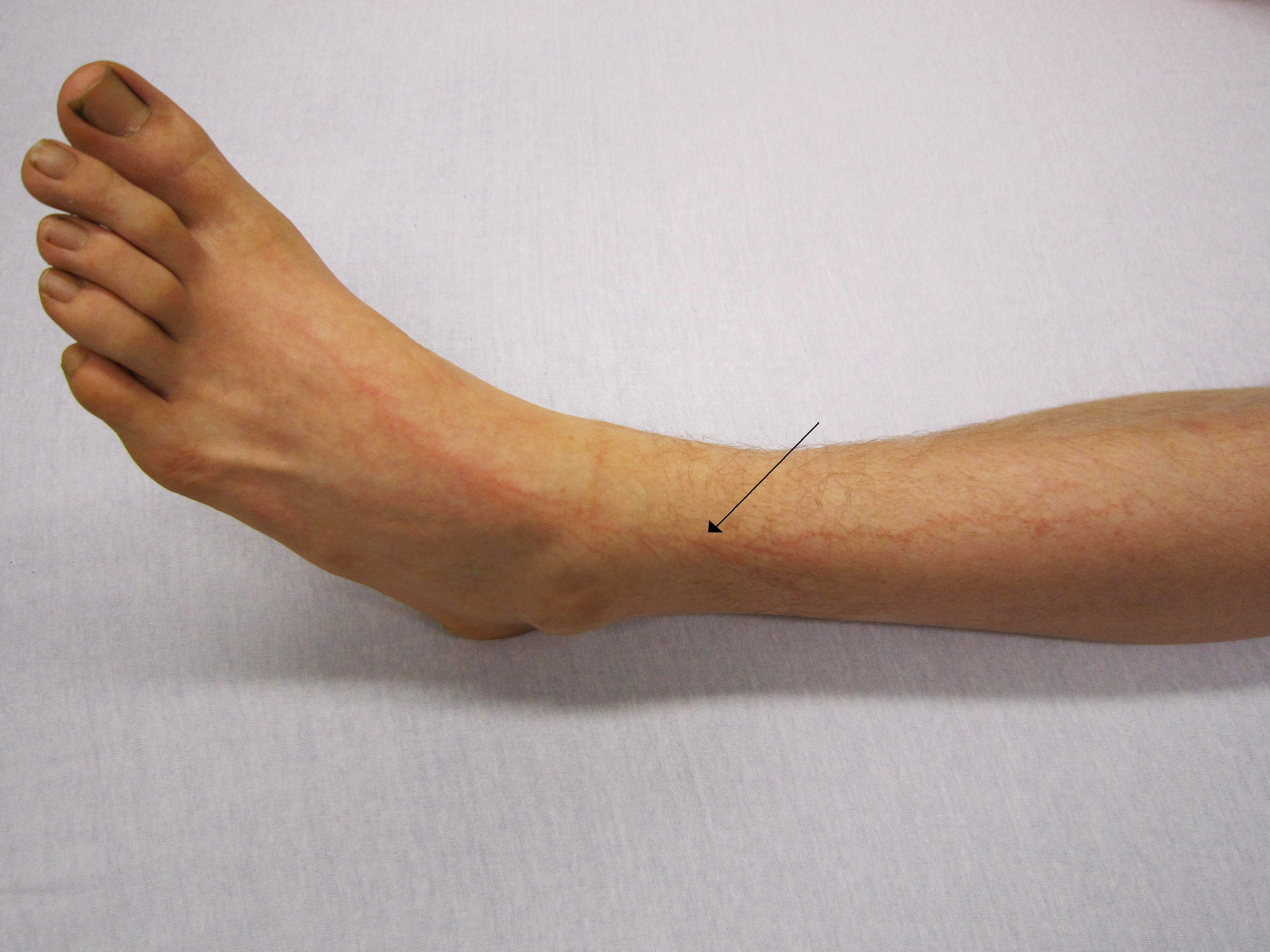
近くに落ちた雷からの流れにより作られた人の足を登る分岐している赤み

リヒテンベルク図形（リヒテンベルクずけい、英: Lichtenberg figure, 英: Lichtenberg dust figure）は、絶縁材料の表面または内部にときに現れる分岐放電である。これは高電圧の部品や機器の進行する劣化に関連している。絶縁表面に沿った平面リヒテンベルク図形や絶縁材料内の3次元電気トリーの研究はしばしばエンジニアに高電圧機器の長期信頼性を改善するための価値のある洞察を提供してくれる。現在、リヒテンベルク図形は電気的破壊の間に固体、液体、気体の上もしくは内部で発生することが知られている。

## 歴史
リヒテンベルク図形はこれを発見し研究したドイツの物理学者ゲオルク・クリストフ・リヒテンベルクにちなむ。最初に発見されたときはその特徴的な形が正と負の電気「流体」の性質を明らかにする助けになるかもしれないと考えられた。1777年、リヒテンベルクは静電誘導により高電圧の静電気を発生させるために巨大な電気盆を建設した。絶縁体の表面に高電圧点を放電した後、表面に様々な粉末材料をふりかけて結果として生じる放射状のパターンを記録した。その後白紙をこれらのパターンに押し付けることでその像を転写して記録することができ、これにより現代のゼログラフィの基本原理を発見した。
この発見は現代のプラズマ物理学の先駆でもあった。リヒテンベルクは2次元図形のみを研究していたが、現代の高電圧の研究者は絶縁材料上および内部の2次元3次元図形（電気トリー）を研究している。
フラクタルの特性を示す自然現象の1例である。

## 形成
樹脂、エボナイト、ガラスなどの非導電性板の表面に垂直に鋭利な針を置くことで2次元リヒテンベルク図形を作ることができる。先端は板のすぐ近くか板に接触している。ライデン瓶（コンデンサの一種）もしくは静電気発生器のような高電圧源が典型的には火花ギャップを通って針に印加される。これにより板の表面に沿って突然の小さな放電が発生し、板の表面に残された電荷領域がたまっていく。次に板の上に硫黄と赤鉛の花(Pb3O4 もしくは鉛丹)の混合物を振りかけて帯電した領域を確認する。
粉末硫黄はわずかに負の電荷を帯びる傾向があり、赤鉛はわずかに正の電荷を帯びる傾向がある。負に帯電した硫黄は板の正に帯電した領域に引き寄せられ、正に帯電した赤鉛は負に帯電した領域に引き寄せられる。これにより色の分布が作られるのに加え、板に印加された電荷極性により図形にも顕著な違いが見られる。帯電領域が正の場合、板上には広い範囲に広がるパッチが見られ、密になった核から枝があらゆる方向に放射状に広がっている。負に帯電した領域は非常に小さく、枝が全くない鋭い円形や扇形の境界となっている。ハインリヒ・ヘルツはマクスウェルの電磁波理論を証明する研究においてリヒテンベルクダスト図形を採用した。

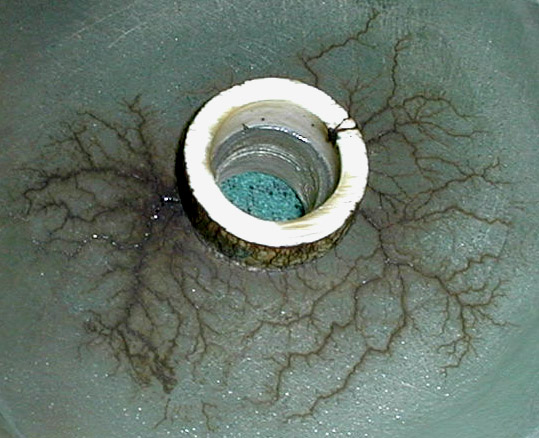
ポリカーボネートシートの表面を横切った痕跡を残す炭化高電圧放電

板が例えば誘導コイルなどから正電荷と負電荷の混合物を受け取ると、黄線（正電荷に対応する）で囲まれた大きな赤い中心核（負電荷に対応する）からなる混合図形が生じる。正電荷と負電荷の図形の違いは大気の存在に依存し、この実験を真空中で行うとこの違いは消える傾向にある。Peter T. Riess （19世紀の研究者）は、板の負帯電はその点での破裂放電を伴う爆発により表面に沿って起こる水蒸気などの摩擦により引き起こされたものだと理論づけた。この帯電は正電荷の広がりを促し負の放電の広がりを妨げるであろう。
気体と絶縁体表面の間の境界に沿って発生する小さな火花放電を通じて、電荷が絶縁体表面に移動することが知られている。1度絶縁体に移動するとこれらの余剰電荷は一時的に取り残される。結果として得られる電荷分布の形状は火花放電の形状を反映しており、これは気体の高電圧極性および圧力に依存している。より高い印加電圧を用いると、直径がより大きくより分岐の多い図形が作られる。正のリヒテンベルク図形は、空気中の長い火花が正に帯電した高電圧端子から容易に形成され伝播することができるため、長く分岐の多い構造を有することが知られている。この特性は電力線のかと電力極性と雷サージの大きさを測定するために使われている。
絶縁表面を半導体材料で汚すと別の種類の2次元リヒテンベルク図形が作成できる。表面全体に高電圧が印加されると、漏れ電流が局所加熱を起こし、下にある材料の進行性のある劣化および炭化を起こす可能性がある。時間がたつと電気トリーと呼ばれる絶縁表面の枝分かれした木のような炭化のパターンが形成される。この劣化の過程はトラッキングと呼ばれる。導電経路が最終的に絶縁空間の橋渡しをすると結果として絶縁材料が壊滅的な破壊を受ける。意図的に木やボール紙の表面に塩水を塗り高電圧をかけることにより、表面に複雑な炭化した2次元リヒテンベルク図形を作る芸術家もいる。

### フラクタル相似
リヒテンベルク図形で観察される分岐自己相似パターンはフラクタルの性質を示す。リヒテンベルク図形は固体、液体、気体の絶縁破壊で発生することがある。この見た目と成長は拡散律速凝集(DLA)と呼ばれる過程に関連しているようである。電場とDLAを組み合わせた有用な巨視的モデルが1984年にNiemeyer, Pietronero, Weismannにより開発され、これは絶縁破壊モデル(DBM)として知られている。
空気とPMMAプラスチックの電気破壊のメカニズムは大きく異なるが、分岐放電は関連があることが分かっている。よって、自然界の雷のもつ分岐の形もフラクタルの特徴を持っているという事実は驚くべきことではない。

## 自然発生

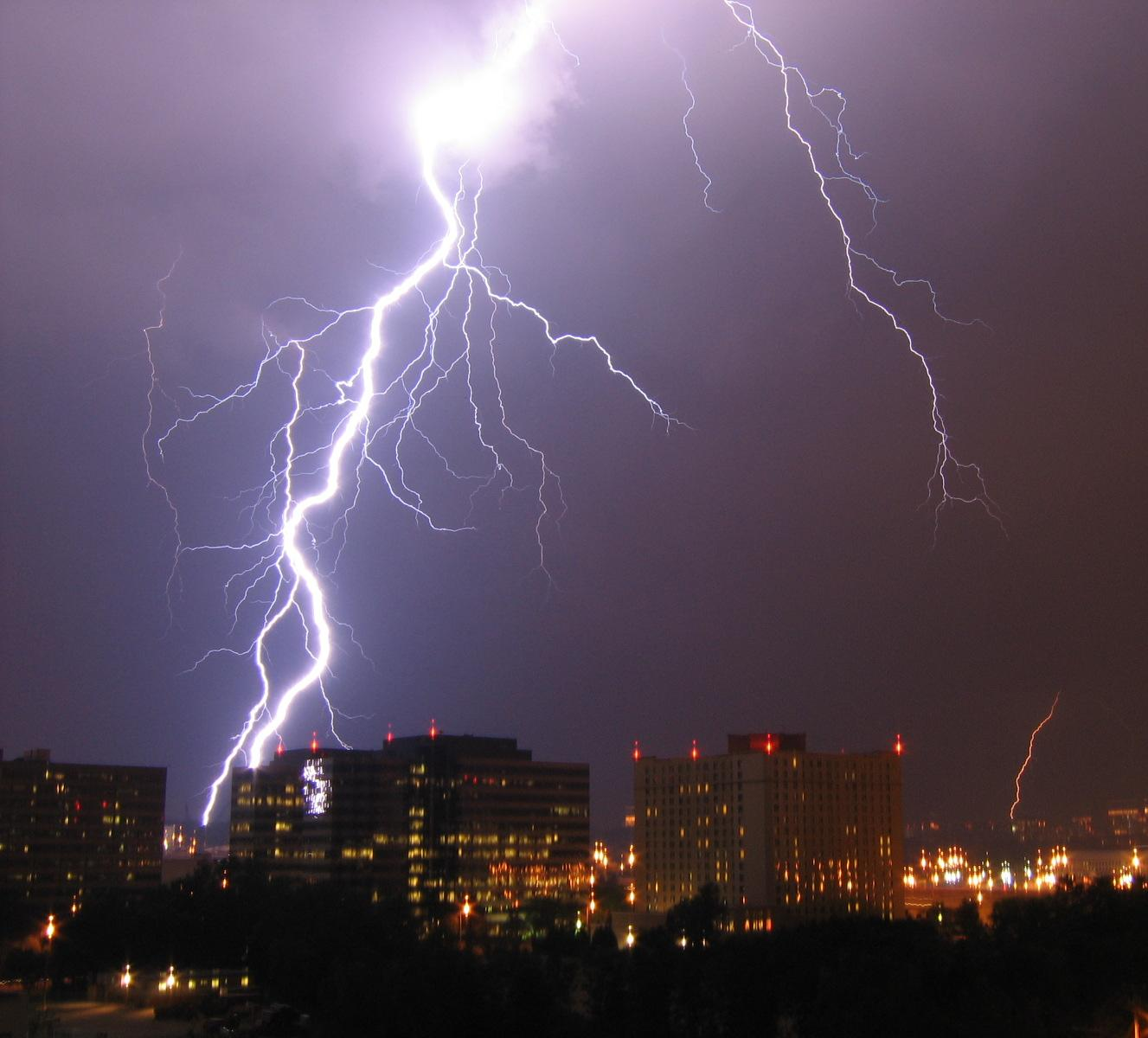
雷は自然界で起こる3次元リヒテンベルク図形である。

リヒテンベルク図形は雷が直撃した人の肌にも現れることがある。これらは数時間もしくは数日間続くことのある赤みがかったシダのようなパターンである。これらは監察医にとって死因を特定する際に有用な指標となる。ヒトに現れるリヒテンベルク図形はlightning flowersと呼ばれることがある。これは雷電流の通過もしくはそれが皮膚の上を通った際の雷放電からくる衝撃波により、皮膚の下の毛細血管が破裂することで起こると考えられている。またこれら人体に起こった雷撃傷(熱傷#電撃傷)による熱傷は電紋とも呼ばれる。
落雷は当たった点の周りの芝生にも大きなリヒテンベルク図形を作る。これらはゴルフコースや草の多い牧草地で見られることがある。分岐した根の形をした「フルグライト」鉱床は砂と土壌が強い熱流によりガラス管に溶け込むときにも形成される。
電気トリーは完全に故障する前の高電圧機器でしばしば起こる。事故後の絶縁故障の調査中にリヒテンベルク図形を絶縁範囲内で追跡することは、故障の原因を特定するのに役立つ。熟練の高電圧技術者は、トリーと枝の方向と形を見ることで、故障の主な原因を突き止め、最初の原因であろうものがわかる。故障した変圧器、高電圧ケーブル、ブッシングなどの機器はこの方法で調査するのが有効である。絶縁体は広げられる（紙絶縁の場合）か、薄くスライスされる（固体絶縁材料の場合）。結果はスケッチされる、もしくは写真撮影され壊れた過程の記録が作られる。

## 絶縁材料において
今日ではリヒテンベルク図形はアクリル（ポリメチルメタクリル酸やPMMA）やガラスなどの固体絶縁材領内に線形電子ビーム加速器（もしくは粒子加速器の一種であるLinac）から高速電子ビームを注入することによっても作ることができる。Linac内部では電子が集束され加速されて高速粒子のビームを形成する。加速器から出てくる電子は最大25MeVのエネルギーを持ち、光速（相対論的速度）に近い速度(95 - 99+ パーセント)で動いている。
電子ビームが厚いアクリル試料に向けられると、電子はアクリル表面を簡単に貫通し、プラスチック内部の分子と衝突するにつれ急速に減速し最終的に試料の内側奥にとどまる。アクリルは優れた電気絶縁体であるため、これらの電子は試料内に一時的に捉えられ負電荷が過剰な平面を形成する。照射を続けると閉じ込められている電荷の量が増え、試料内部の実効電圧が数百ボルトにまで達する。電気的応力がプラスチックの絶縁耐力を超えると、絶縁破壊と呼ばれる過程を経て一部分が突如導電性を持つ。
絶縁破壊の間、分岐の木やシダ様の伝導性チャネルが急速に形成され、プラスチックを通り伝播し、閉じ込められていた電荷が小さな雷のような閃光を伴って突入する。帯電した試料の破壊はプラスチックに先のとがった導電性の物体を当て、過剰な電圧応力の点を生じさせることにより手動で引き起こすこともできる。放電中に強力な電気火花により何千もの分岐した割れ目の鎖が残され、試料内部に恒久的なリヒテンベルク図形が形成される。試料内部の電荷は負であるが、放電は試料の正電荷を帯びた外側の表面から始まるため結果として正のリヒテンベルク図形が形成される。これらは電子ツリー、ビームツリー、雷ツリーとも呼ばれる。
電子がアクリルの中で急速に減速するにつれて強力なX線も発生させる。残留電子とX線はソラリゼーションと呼ばれる過程で欠陥（色中心）を導入することによりアクリルを暗くする。ソラリゼーションにより初めアクリル試験片はライムグリーンになり、試験片が放電された後は琥珀色に変わる。色は普通、時間とともに褪せ、酸素と結合させるという穏やかな加熱はこの褪色過程を促進する。

## 木において

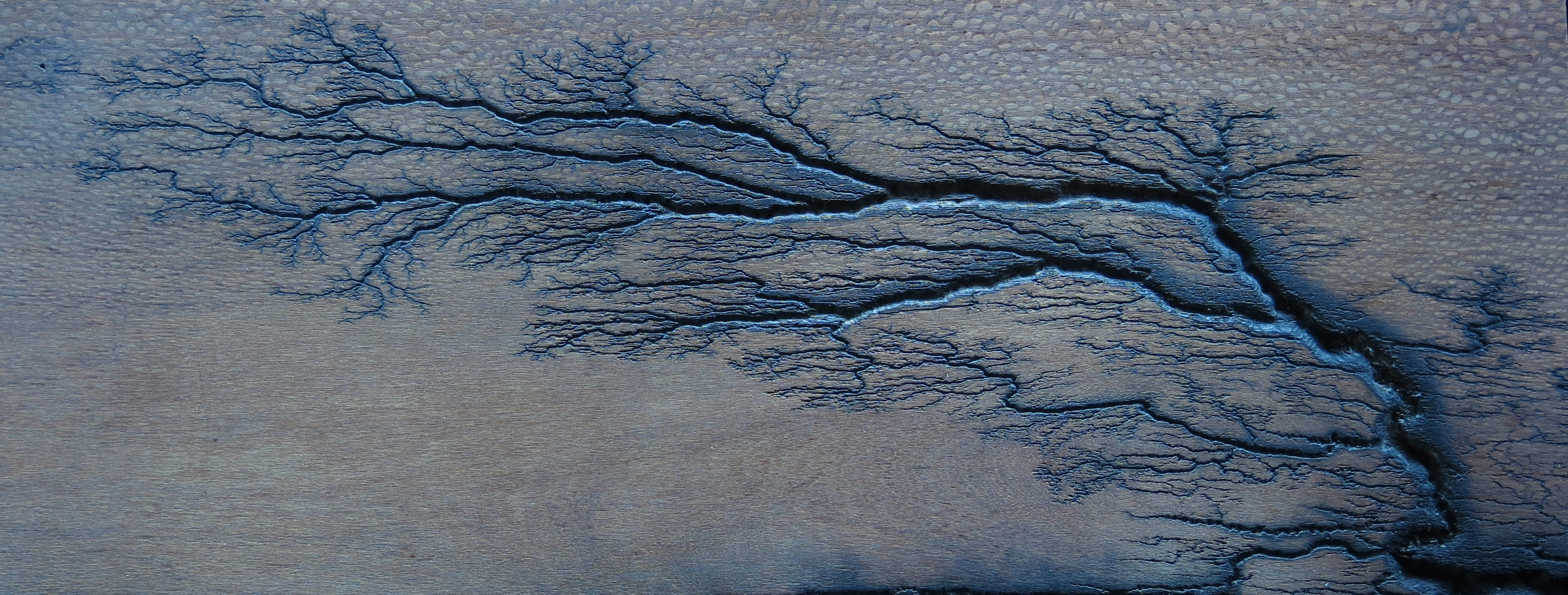
leopardwoodに現れたリヒテンベルク図形

リヒテンベルク図形は木にも生じる。木の種類や木目のパターンが形成されるリヒテンベルク図形に影響を与える。